# Embelia ribes
Embelia ribes là một loài thực vật có hoa trong họ Anh thảo. Loài này được Burm.f. mô tả khoa học đầu tiên năm 1768.

## Hình ảnh

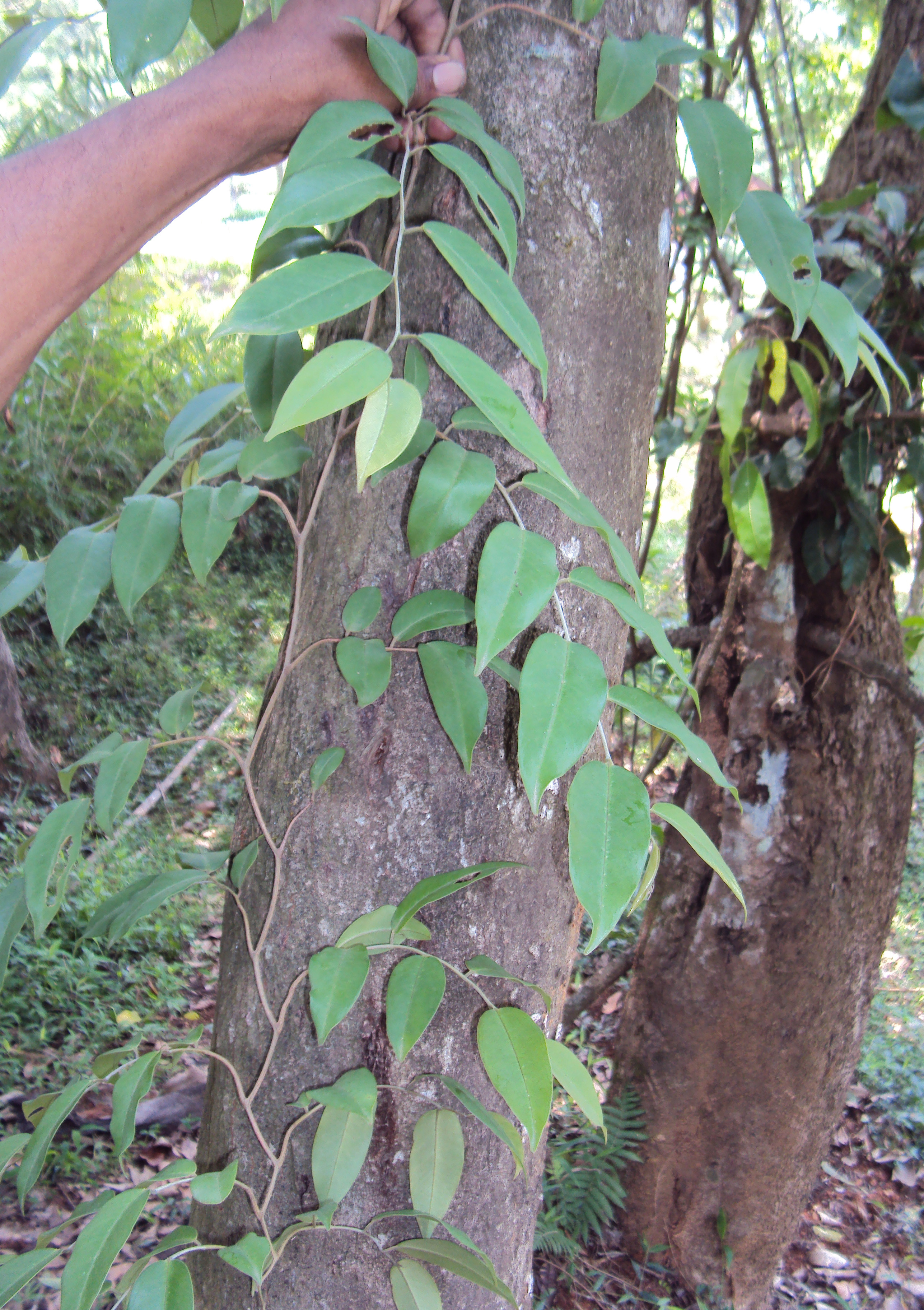
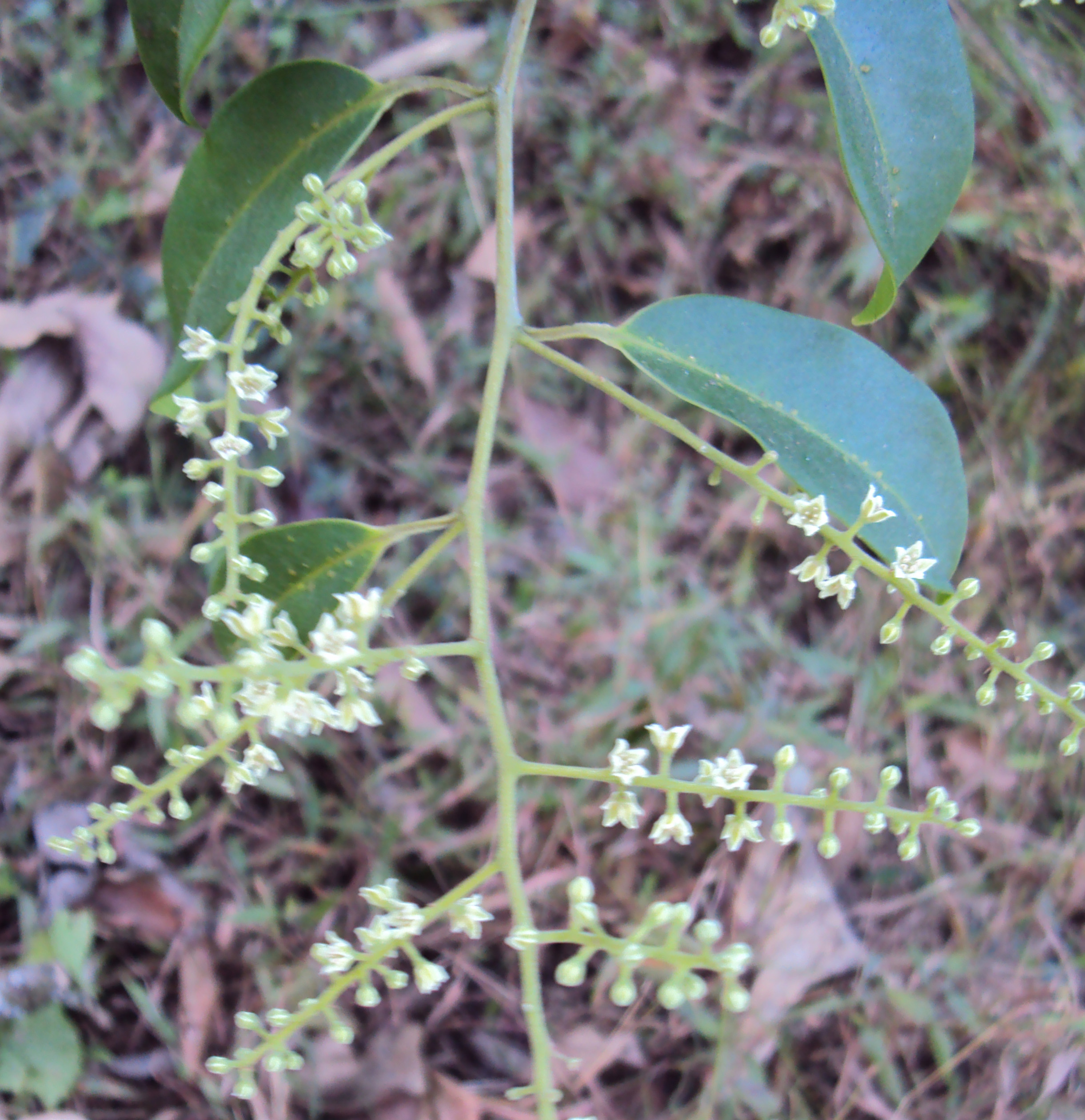
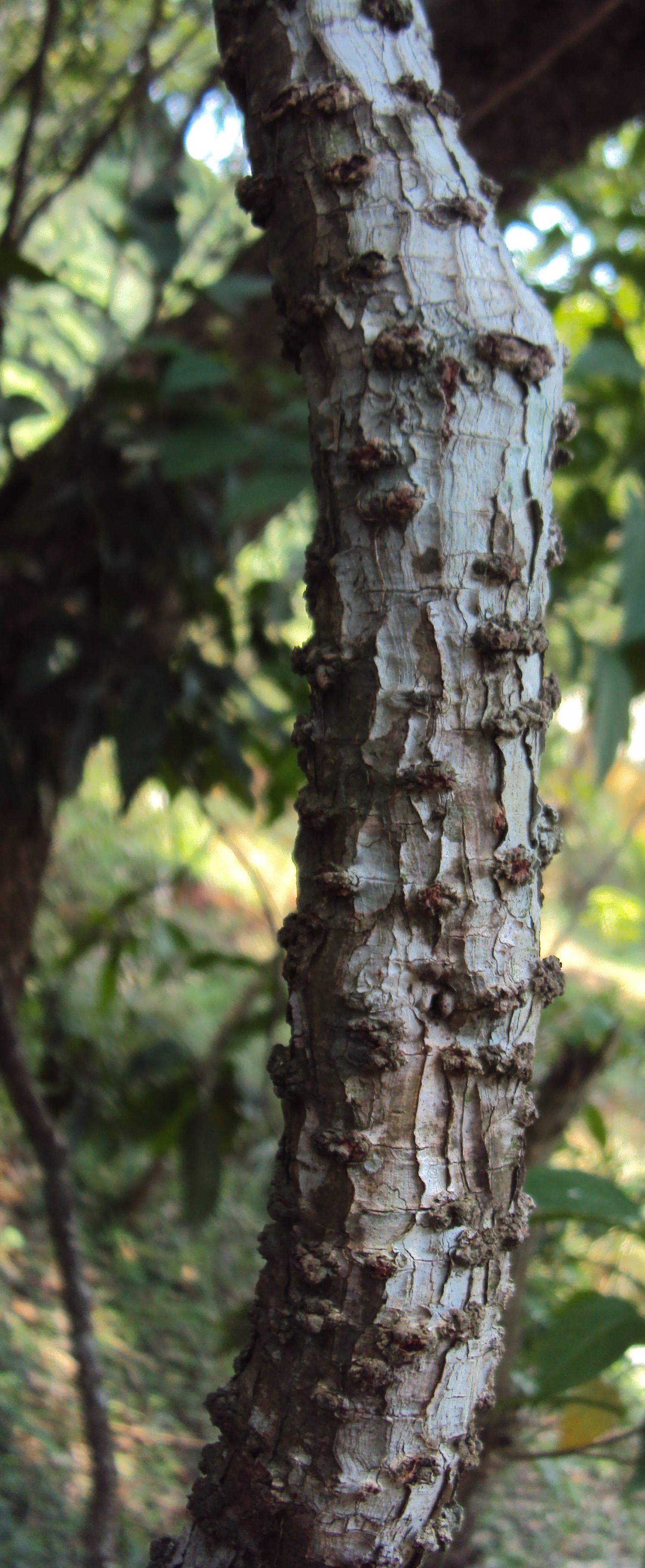
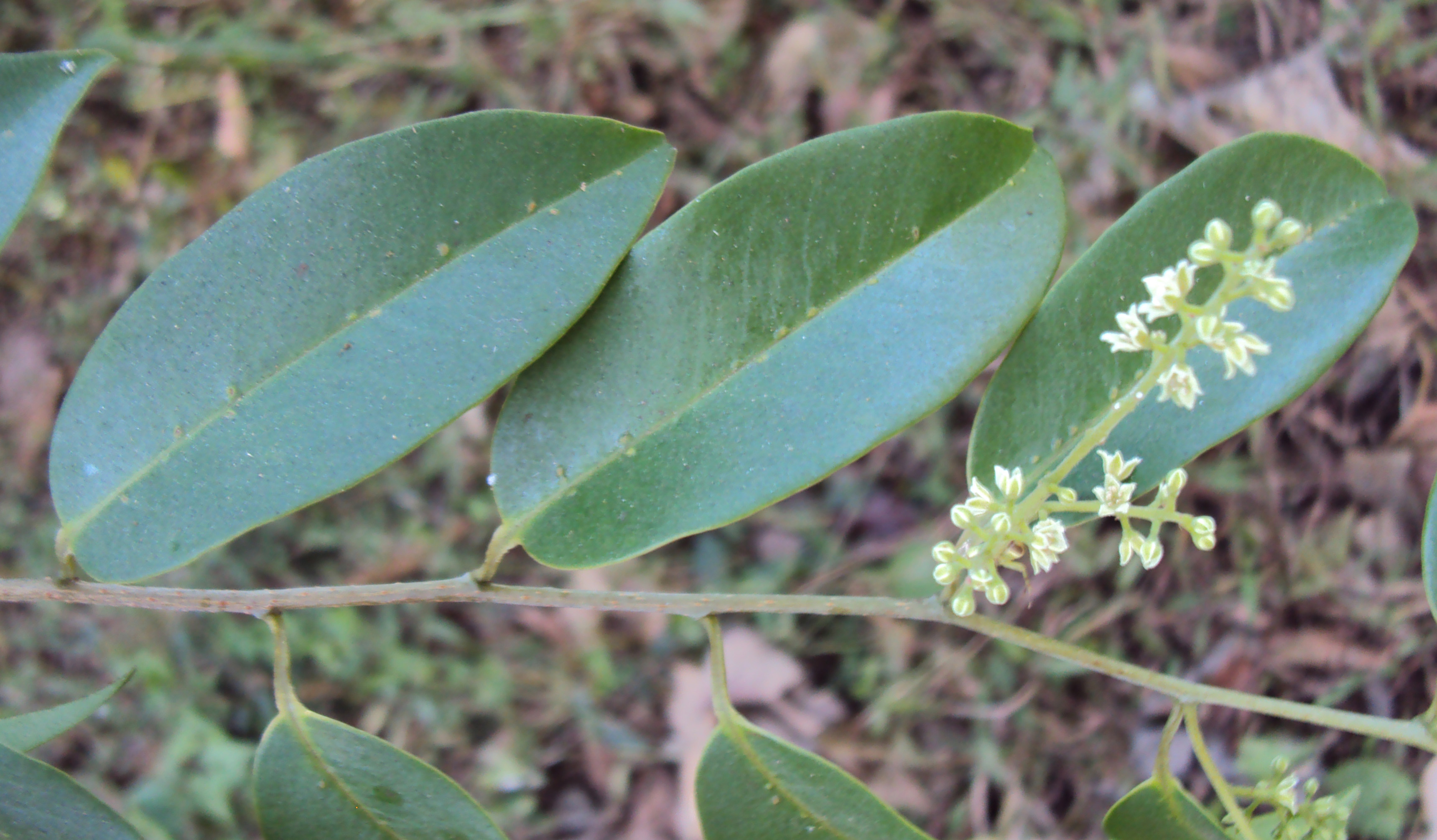